# Isole Salomone ai Giochi della XXXIII Olimpiade
Le Isole Salomone hanno partecipato ai Giochi della XXXIII Olimpiade, svoltisi a Parigi, Francia, dal 26 luglio all'11 agosto 2024. La delegazione era composta da due atlete, entrambe donne, in altrettante discipline.

## Delegazione
| Sport            | Uomini | Donne | Totale |
| ---------------- | ------ | ----- | ------ |
| Atletica leggera | 0      | 1     | 1      |
| Nuoto            | 0      | 1     | 1      |
| Totale           | 0      | 2     | 2      |

## Risultati

### Atletica leggera
| Q | Qualificato al turno successivo per la posizione in qualificazione                                                           |
| q | Qualificato per il turno successivo per ripescaggio o, negli eventi su campo, conquistando la misura minima per qualificarsi |

Femminile
Eventi su campo
| Atleta         | Evento | Qualifica | Qualifica | Batterie        | Batterie        | Semifinale      | Semifinale      | Finale          | Finale          |
| Atleta         | Evento | Misura    | Posizione | Risultato       | Posizione       | Risultato       | Posizione       | Risultato       | Posizione       |
| -------------- | ------ | --------- | --------- | --------------- | --------------- | --------------- | --------------- | --------------- | --------------- |
| Sharon Firisua | 100 m  | 14"31     | 9ª        | non qualificata | non qualificata | non qualificata | non qualificata | non qualificata | non qualificata |

### Nuoto
Femminile
| Atleta          | Evento            | Batterie | Batterie  | Semifinali      | Semifinali      | Finale          | Finale          |
| Atleta          | Evento            | Tempo    | Posizione | Tempo           | Posizione       | Tempo           | Posizione       |
| --------------- | ----------------- | -------- | --------- | --------------- | --------------- | --------------- | --------------- |
| Isabella Millar | 50 m stile libero | 31''32   | 67ª       | non qualificata | non qualificata | non qualificata | non qualificata |